# ميك هيل
ميك هيل (بالإنجليزية: Mick Hill)‏ مواليد 27 أغسطس 1978، هو لاعب كرة سلة أسترالي بدأ مسيرته الاحترافية في سنة 2003.